# Ismenia Patera
Ismenia Patera ist entweder ein Einschlagkrater oder die Caldera eines Supervulkans auf dem Mars. Ismenia Patera (Latein: patera – flache Schale) befindet sich in der Region Arabia Terra, am Übergang vom nördlichen Tiefland zum südlichen Hochland auf dem Mars. Im Inneren des etwa 80 Kilometer breiten Kraters sind Hügel und Gesteinsblöcke ringförmig um das Zentrum angeordnet.